# Liste der Straßen im Bonner Ortsteil Godesberg-Nord
Die folgende Liste enthält die Straßen und Plätze auf dem Gebiet des Bonner Ortsteils Godesberg-Nord im Stadtbezirk Bad Godesberg.
| Straße                  | Erstbenennung/ -erwähnung | Namensherkunft                                                                                        | Frühere Namen Anmerkungen | Bonner Straßenkataster |
| ----------------------- | ------------------------- | --- | --- | ---------------------- |
| An Brenigs Ziegelei     | 2006                      | Ziegeleibetrieb von Franz Hubert Brenig.                                                              | Stichstraße von der Friesdorfer Straße. | Eintrag                |
| Bernkasteler Straße     | 1956                      | Bernkastel, Ort in Rheinland-Pfalz.                                                                   | Ortsteilübergreifende Straße. | Eintrag                |
| Dietrichstraße          | 1904                      | Dietrich I. von Hengebach (um 1150–um 1224), Erzbischof von Köln, legte den Grundstein der Godesburg. | | Eintrag                |
| Elsässer Straße         | 1902                      | Elsass, seinerzeit zum Deutschen Reich gehörende Landschaft.                                          | | Eintrag                |
| Friesdorfer Straße      | 1874                      | Verbindungsstraße von Godesberg nach Friesdorf.                                                       | Teilstück von 1896 bis 1904 Godesberger Straße, zuvor Godesberger Weg. Ortsteilübergreifende Straße.                                                                     | Eintrag                |
| Godesberger Straße      | 1878                      | | Bis 1906 Bonner Straße. 1912 Straße verlängert. | Eintrag                |
| Hochkreuzallee          | 1909                      | Hochkreuz, Wegekreuz am Ende der Straße.                                                              | Ab 1886 Klugterhof, von 1898 bis 1904 Tränkgrabenweg (Teilstück von 1901 bis 1904 Kapellenstraße) und von 1904 bis 1909 Am Tränkgrabenweg. Ortsteilübergreifende Straße. | Eintrag                |
| Im Bendel               | 2000                      | Mundartliche Bezeichnung des Flurnamens Im Benden.                                                    | Stichstraße von der Friesdorfer Straße. | Eintrag                |
| Mathonetstraße          | 1984                      | Johann Hubert Mathonet (1793/95–1879), Bürgermeister von Godesberg.                                   | Stichstraße von der Spichernstraße. | Eintrag                |
| Pionierstraße           | 1899                      | Manöver deutscher Truppen im Jahre 1902.                                                              | Bis 1907 Fabrikstraße. | Eintrag                |
| Promenadenweg           | 1901                      | | Ursprünglich zwischen Stiftstraße (heute Ännchenstraße) und Hochkreuzallee, Verlängerung nach 1969.                                                                      | Eintrag                |
| Sankt-Augustinus-Straße | 1902                      | Augustinus von Hippo, Heiliger, Patron der an der Straße gelegenen Kirche.                            | Bis 1963 Südstraße. Ortsteilübergreifende Straße. | Eintrag                |
| Spichernstraße          | 1933                      | Spicheren (deutsch Spichern), Schlachtort (1870) im Deutsch-Französischen Krieg.                      | | Eintrag                |
| Südstraße               | 1902                      | | | Eintrag                |
| Truchseßstraße          | 1901                      | Gebhard I. Truchsess von Waldburg (1547–1601), Kurfürst und Erzbischof von Köln.                      | Nach 1904 Verlängerung der Straße. Ortsteilübergreifende Straße. | Eintrag                |
| Weißenburgstraße        | 1902                      | Wissembourg (deutsch Weißenburg), Schlachtort (1870) im Deutsch-Französischen Krieg.                  | Grenze zum Ortsteil Alt-Godesberg. | Eintrag                |
| Weststraße              | 1899                      | | | Eintrag                |